# Potres na Bilogori 1938.
Potres na Bilogori 1938. dogodio se 27. ožujka 1938. na gori Bilogori u sjeverozapadnoj Hrvatskoj, magnitude 6,2 po Richteru.
U selu Rakitnici bilo je srušeno 26 kuća, isto toliko je oštećenih, a čitava je ostala samo jedna zgrada od ukupno 80. Nešto manje, ali vrlo jako, stradala su sela Šemovci i Kegljevac, a najbolje je, kao nekim čudom, prošla Hampovica, koja je smještena u sredini tih mjesta. Srušio se zvonik i bio uništen velik dio crkve sv. Marije Magdalene u Kapeli. Zvonik je popravljen tek 2017. godine, nakon brojnih neuspjelih pokušaja.
Naročito su bili oštećeni: Koprivnica, Virje, Kloštar Podravski, Novigrad Podravski, Koprivnički Bregi, Đurđevac, također Bjelovar i Virovitica. Ljudskih žrtava nije nigdje bilo, ali je zato među pučanstvom vladalo veliko uzbuđenje.
Vrlo jako se osjetio u Zagrebu, Varaždinu (ondje je oštetio zgradu škole), Virovitici i drugdje.
Tadašnji đurđevački župnik Jakov Novosel zapisao je, da se potres dogodio u 12 sati i 15 minuta te da je prouzročio dosta štete u Podravini pri čemu je bilo razrušenih kuća, srušenih dimnjaka i popucalih zidova. Stari grad u Đurđevcu bio je oštećen, a s tada nove župne crkve svetog Jurja u Đurđevcu otpala je žbuka. O potresu i njegovim posljedicama izvještavale su i tadašnje novine.
Sljedećih mjesec dana bilo je još pet slabijih potresa na tom području.